# Erupción del volcán de Fuego de 2018

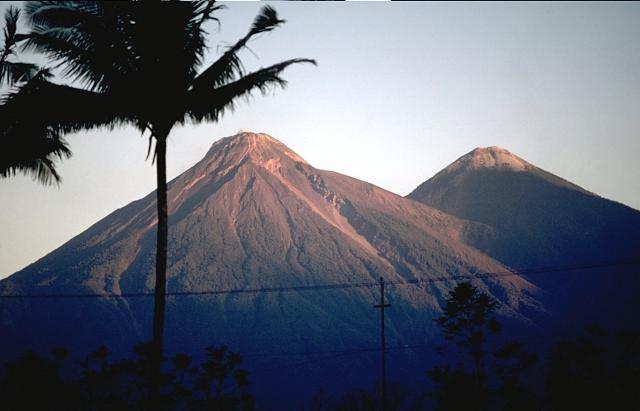
Volcán de Fuego.

La erupción del volcán de Fuego  fue un evento volcánico ocurrido en el límite departamental entre Chimaltenango, Escuintla y Sacatepéquez en Guatemala el 3 de junio de 2018. La erupción causó la muerte de más de 300 personas, asimismo dejó varios heridos. Los lugares más afectados fueron las aldeas, caseríos y colonias aledañas al volcán, muchas de ellas pertenecientes al municipio de Escuintla, Alotenango y San Pedro Yepocapa, que fueron soterradas por los violentos flujos piroclásticos.  Adicionalmente, dos mil personas fueron evacuadas a albergues temporales. La erupción fue catalogada como la más grande del volcán de Fuego desde la ocurrida en 1974.

## Erupción
El volcán de Fuego presentó actividad desde las 6:00 del domingo 3 de junio de 2018, con una columna de ceniza que alcanzó entre los 15-17 kilómetros de altura sobre el nivel del mar a eso después de las 11:00. Pasado el mediodía el volcán de Fuego aumentó aún más las explosiones y cantidad de flujos piroclásticos y afectó los departamentos de Sacatepéquez, Chimaltenango y la Ciudad de Guatemala, pasado unos minutos la ceniza llegó a los departamentos de Escuintla, Quiché, El Progreso, Alta Verapaz y Baja Verapaz al norte del país. Luego del pasar de las horas se reportó que la ceniza cayó en los 22 departamentos del país. También se reportó caída de ceniza en el occidente de Honduras, el occidente y capital de El Salvador y en áreas de Chiapas, México. Esto debido a los vientos a gran altura que dispersan la ceniza fina a mayor altura y mayores distancias.
Alrededor de las 15:00 la caída tradicional por donde corre la lava llamado «Barranca Grande» (Las Lajas) se saturó y el material piroclástico se desbordó llegando a varias comunidades vecinas, siendo la comunidad "El Rodeo" la más afectada. El flujo piroclástico enterró a los pueblos de La Reunión, Alotenango, San Miguel Los Lotes y las carreteras que llegan a esos pueblos, deteniendo las labores de rescate durante la noche.
La fase explosiva inició después de las 16:00 h. A las 16:20 h. se suspendieron los vuelos en el Aeropuerto Internacional La Aurora por la presencia de ceniza en la pista. Se estima que  más de 1.7 millones de personas fueron afectadas por la ceniza.

## Reacciones
- Argentina: El gobierno de Argentina envió sus más sentidas condolencias e hizo los votos para la pronta recuperación de los damnificados.[7]
- Bolivia: El presidente de Bolivia, Evo Morales Ayma, dio sus condolencias al pueblo de Guatemala y tuiteó: «Expresamos nuestra solidaridad con el hermano pueblo de #Guatemala y su gobierno, ante el lamentable saldo de muertos y heridos por la erupción del volcán de fuego. Nuestras condolencias a las familias de las víctimas del siniestro provocado por ese fenómeno natural».[8]
- Brasil: El gobierno de Brasil expresó su solidaridad con el pueblo y autoridades de Guatemala por las sensibles pérdidas.[9]
- Canadá: El gobierno de Canadá ofreció sus condolencias y su pésame al gobierno de Guatemala.[10]
- Chile: El gobierno de Chile y el ministro de Minería, Baldo Prokurica, ofreció su ayuda y tecnología para monitorear la actividad del volcán y así evitar más pérdidas humanas.[11]
- Colombia: El presidente de Colombia, Juan Manuel Santos Calderón, ofreció ayuda a Jimmy Morales y explicó que están atentos para brindar ayuda al pueblo de Guatemala.[12]
- Costa Rica: El presidente de Costa Rica, Carlos Alvarado Quesada, se comunicó telefónicamente con el presidente Morales Cabrera, envió sus condolencias y dispuso de ayuda humanitaria; posteriormente tuiteó: «Nuestra solidaridad está con los familiares de las víctimas fallecidas, de los desaparecidos y todos los afectados tras la erupción del volcán de Fuego en Guatemala. Ofrecemos nuestro apoyo y nos ponemos al servicio del @GuatemalaGob @jimmymoralesgt».[13]
- Cuba: El presidente y primer ministro, Miguel Díaz-Canel, envió sus condolencias así como explicó que habían enviado médicos para ayudar.[14]
- Ecuador: El presidente de Ecuador, Lenín Moreno, y la vicepresidenta, María Alejandra Vicuña, dieron sus condolencias a sus homólogos y explicaron que Ecuador va a poner a disposición de toda la ayuda posible para ayudar las labores de búsqueda y rescate.[15]
- El Salvador: El presidente de El Salvador, Salvador Sánchez Cerén, se comunicó telefónicamente con el presidente guatemalteco y puso a disposición a personal para ayudar en las labores.[16]
- España: El Ministro de Asuntos Exteriores y de Cooperación de España en funciones, Alfonso Dastis, tuiteó: «Toda mi solidaridad al presidente @jimmymoralesgt y al pueblo de Guatemala en estos momentos. Estamos ya estudiando la mejor forma de ayudar a #Guatemala en esta catástofre. Mi apoyo y cariño a las familias de las víctimas y a todos los afectados». También envió ayuda humanitaria urgente.[17]
- Estados Unidos: La vocera del Departamento de Estado, Heather Nauert, explicó que están coordinando con el embajador Luis Arreaga y el gobierno de Guatemala la asistencia que prestará los Estados Unidos para la tragedia. El gobierno estadounidense designó aviones para trasladar heridos.[18]
- Haití: El presidente, Jovenel Moïse, y su esposa manifestaron sus pesar por las víctimas mortales.[19]
- Honduras: El presidente de Honduras, Juan Orlando Hernández, también se comunicó con el presidente Morales y publicó en su cuenta de Twitter que había enviado un equipo de socorristas hondureños para ayudar en las labores de rescate y ayuda humanitaria.[20]
- Israel: El embajador de Israel en Guatemala, Matty Cohen, tuiteó:«en nombre del gobierno de #Israel quisiera expresar mi solidaridad al pueblo y gobierno de #Guatemala por los daños causados tras la erupción del Volcán de Fuego. Mis condolencias a las familias de las víctimas. Que Dios bendiga a Guatemala».[21]
- México: El  presidente mexicano, Enrique Peña Nieto, se comunicó con el presidente Jimmy Morales y se solidarizó con el pueblo de Guatemala, también puso a disposición asistencia para ayudar en las labores de rescate. El canciller Luis Videgaray publicó en su cuenta de Twitter: «México expresa su solidaridad al gobierno y pueblo de Guatemala por los daños causados tras la erupción del Volcán de Fuego. Asimismo, transmite sus más sentidas condolencias a los familiares de las personas fallecidas y desea pronta recuperación a los heridos».[22]
- Nicaragua: La vicepresidenta nicaragüense, Rosario Murillo, expresó su solidaridad con el pueblo de Guatemala y al presidente Jimmy Morales.[23]
- Panamá: El presidente de Panamá, Juan Carlos Varela, y la vicepresidenta y canciller, Isabel Saint Malo, se comunicaron telefónicamente con el presidente Jimmy Morales y brindaron su pésame por las pérdidas humanas y también le explicaron al presidente que están dispuestos a enviar ayuda.[24][25]
- Paraguay: El presidente, Horacio Cartes, expresó sus más sentidas condolencias al pueblo guatemalteco por medio de su cuenta de Twitter: «Nuestro fraternal abrazo y sentidas condolencias para todo el pueblo guatemalteco en estas tristes circunstancias. Paraguay los acompaña con oraciones. Nuestra solidaridad con las familias de los fallecidos y personas afectadas. ¡Fuerza Guatemala!».[26]
- Perú: El gobierno del Perú expresó su solidaridad y condolencias a Guatemala.[27]
- República Dominicana: El presidente dominicano, Danilo Medina, envió su pesar por los fallecidos y dijo que su país estaba dispuesto a colaborar.[28]
- Taiwán: La presidenta taiwanesa, Tsai Ing-wen, publicó un mensaje en su cuenta de Twitter en el que señalaba que sus pensamientos están con todos los afectados por la erupción del volcán, también destacó que Taiwán está listo para prestar asistencia en las labores de rescate.
- Uruguay: El presidente Tabaré Vázquez, por medio de un comunicado, expresó sus más sinceras condolencias a los familiares de las víctimas y su disposición para colaborar con el gobierno de Guatemala para superar este lamentablemente suceso.[29]
- Venezuela: El presidente Maduro expresó sus más sentidas palabras de solidaridad y pesar por los decesos y dijo que están dispuestos a ayudar para las tareas humanitarias y reconstrucción.[30]
- Naciones Unidas: La Organización de Naciones Unidas anunció su disposición de apoyar al gobierno y a la sociedad guatemalteca para atender la calamidad.[31]

## Línea de tiempo
| Fecha                     | Estado | Imágenes      |
| Enero de 2018             | Enero de 2018 | Enero de 2018 |
| ------------------------- | --- | ------------- |
| 8 de enero y 1 de febrero | El volcán de Fuego en Guatemala estalló el 31 de enero de 2018 y Landsat 8 adquirió una imagen de la erupción un día después. Una columna de ceniza se eleva desde el pico de la montaña a una altitud de 6.500 metros (21.300 pies). El viento ha transportado la ceniza 40 kilómetros (25 millas) al oeste y suroeste. El estratovolcán entró en erupción por siglos. La evidencia de erupciones previas se puede ver en la imagen de Landsat 7 del 8 de enero de 2018. Las rayas de araña que provienen del pico del volcán son flujos piroclásticos y de lava anteriores. Una ráfaga de vapor arroja una pequeña sombra hacia el noroeste en esa imagen también. Justo al norte del Volcán de Fuego es su doble Acatenango. Los instrumentos a bordo del Landsat 8 han detectado erupciones volcánicas, inundaciones, incendios forestales y muchos otros cambios en la superficie de la Tierra desde que se lanzó el satélite el 11 de febrero de 2013. Después de cinco años en órbita, Landsat 8 continúa el récord sin precedentes del Programa Landsat de cambios inducidos por el hombre en el paisaje global. |               |
| Febrero de 2018           | |               |
| 1 de febrero              | Es uno de los volcanes más activos de América Central. El volcán de Fuego sopla continuamente sin previo aviso por las comunidades cercanas, salpicado por episodios con actividad explosiva, enormes columnas de cenizas y flujos de lava. El volcán de Guatemala está de nuevo, comenzando su último episodio de comportamiento indisciplinado el 31 de enero de 2018. Al día siguiente, el Operational Land Imager (OLI) en Landsat 8 Archivado el 20 de marzo de 2017 en Wayback Machine. capturó estas imágenes de la erupción en color natural. La ceniza en una pluma volcánica generalmente aparece marrón o gris, mientras que el vapor aparece blanco. Puedes ver una vista más amplia del volcán aquí. Fuego se encuentra a unos 70 kilómetros (40 millas) al oeste de la ciudad de Guatemala. Según la Coordinadora Nacional para la Reducción de Desastres (CONRED), la pluma alcanzó una altitud de 6500 metros (21.300) pies sobre el nivel del mar y fue arrastrada 40 kilómetros (25 millas) al oeste y suroeste por los vientos. La caída de ceniza afectó a decenas de miles de personas, principalmente en las provincias de Escuintla y Chimaltenango. La lava de dos conductos activos fluyó a través de cuatro barrancos, lo que llevó a los funcionarios a cerrar de manera preventiva la Ruta Nacional 14 a los vehículos. Además de la ceniza, el penacho contiene componentes gaseosos invisibles para el ojo humano, incluyendo el dióxido de azufre SO 2 . El gas puede afectar la salud humana, irritando la nariz y la garganta cuando se respira, y reacciona con el vapor de agua para producir lluvia ácida. También puede reaccionar en la atmósfera para formar partículas de aerosol, que pueden contribuir a los brotes de neblina e influir en el clima. El mapa de arriba muestra las concentraciones de SO 2 detectadas el 1 de febrero por Ozone Mapper Profiler Suite (OMPS) en la Alianza Nacional de Satélites Polares Suomi (Suomi-NPP). |               |
| Junio de 2018             | |               |
| 3 de junio                | Fuego en Guatemala es uno de los volcanes más activos de América Central. Durante años, el imponente Volcán de Fuego ha soplado continuamente, salpicado por episodios ocasionales de actividad explosiva, grandes columnas de cenizas, flujos de lava y deslizamientos de escombros similares a avalanchas conocidos como flujos piroclásticos Archivado el 5 de junio de 2018 en Wayback Machine.. Justo antes del mediodía del 3 de junio de 2018, el volcán produjo una erupción explosiva que envió cientos de cenizas al aire. Una mezcla mortal de cenizas, fragmentos de roca y gases calientes se precipitó por los barrancos y los canales de los arroyos a los lados del volcán. Dado que estos flujos piroclásticos a menudo se mueven a velocidades superiores a 80 kilómetros (50 millas) por hora, fácilmente derriban árboles, casas o cualquier otra cosa en su camino. Según informes de noticias, más de dos docenas de personas murieron. Como medida de precaución, miles de otras personas han sido evacuadas. El Radiómetro de Imágenes en el Infrarrojo Visible (VIIRS) en Suomi NPP adquirió esta imagen de la nube de cenizas a la 1 p. m. hora local (19:00 Hora Universal) el 3 de junio de 2018, después de que la ceniza (marrón) perforara una cubierta de nubes. Un informe del Washington Volcanic Ash Advisory Center estimó la altura máxima de la pluma en 15 kilómetros (9 millas). Las imágenes de un satélite geoestacionario mostraban que los vientos soplan la pluma hacia el este. La erupción depositó ceniza en varias comunidades que rodean el volcán, incluida la ciudad de Guatemala, que está a 70 kilómetros (40 millas) al este. Además de la ceniza, la pluma contiene componentes gaseosos invisibles para el ojo humano, incluido el dióxido de azufre (SO 2 ). El gas puede afectar la salud humana, irritando la nariz y la garganta cuando se respira, y reacciona con el vapor de agua para producir lluvia ácida. El dióxido de azufre también puede reaccionar en la atmósfera para formar partículas de aerosol, que pueden contribuir a los brotes de neblina y, a veces, enfriar el clima. Los sensores satelitales, como la Sonda Infrarroja Atmosférica (AIRS) en el satélite Aqua y la Ozone Mapping Profiler Suite (OMPS) en la central nuclear Suomi, hacen observaciones frecuentes del dióxido de azufre. El mapa de arriba muestra concentraciones de dióxido de azufre en la troposfera media a una altitud de 8 kilómetros (5 millas) detectadas por OMPS el 3 de junio. Al ver datos recopilados por AIRS varias horas después de la erupción que mostró altos niveles de dióxido de azufre en la troposfera superior, el vulcanólogo Michigan Carn tuiteó que ésta parecía ser la carga de dióxido de azufre más alta medida en una erupción de Fuego en la era del satélite." |               |
| 3 de junio                | El instrumento VIIRS del satélite Suomi NPP capturó esta imagen de la erupción del volcán Fuego en Guatemala el 3 de junio de 2018. A pesar de las numerosas nubes sobre su cabeza, la nube de ceniza oscura se distingue fácilmente en el centro de la imagen. Conocido localmente como "Volcán de Fuego" o "Volcán de Fuego", el estratovolcán de 12.340 pies es uno de los más activos en América Latina, ubicado a unos 27 kilómetros de la capital, Ciudad de Guatemala. Mientras que el volcán entró en erupción tan recientemente como febrero de 2018, el último evento ha sido mucho más catastrófico. Los medios informan que al menos 69 personas han muerto y miles más han sido evacuadas debido a que una combinación mortal de lava, ceniza, rocas sueltas y gases fluyeron por las laderas de las montañas, destruyendo pueblos cercanos en su camino. Esta imagen se creó combinando tres de los canales térmicos y visibles de alta resolución del sensor VIIRS del satélite Suomi NPP (SVI 4,2,1 RGB). Estos canales nos permiten distinguir diferentes tipos de terrenos y características en función de sus diferencias visuales y térmicas. En esta imagen, la nube de cenizas asociada con la erupción aparece gris oscuro en el centro de la imagen. Si bien los satélites pueden detectar la ubicación de áreas más calientes, como los flujos piroclásticos, aquí las nubes los oscurecen en gran medida. |               |
| 3 de junio                | |               |
| 4 de junio                | A las 0725, el 4 de junio, la sismicidad había vuelto a los niveles normales. Las explosiones que ocurrieron a una velocidad de 5-7 por hora produjeron penachos ricos en ceniza que se elevaron hasta 900 my derivaron 15 km SW, W, NW y N. Las avalanchas de material descendieron por los flancos. El Aeropuerto Internacional La Aurora se reabrió y los vuelos se reanudaron a las 09:30. |               |
| 5 de junio                | El 5 de junio INSIVUMEH informó que la actividad volvió a aumentar. Las explosiones ocurrieron a una velocidad de 8-10 / hora, algunas plumas de ceniza fuertes y generadas que se elevaron 5 km y derivaron E y NE. En 1928, un flujo piroclástico viajó por el drenaje de Las Lajas. Los artículos noticiosos notaron que las autoridades pidieron otra evacuación. |               |
| 6 de junio                | CONRED informó que a las 0630 del 6 de junio un total de 12,089 personas habían sido evacuadas, con 3,319 personas dispersas en 13 albergues. Un puente y dos redes de poder habían sido destruidas. Según fuentes de noticias el 6 de junio, el Instituto Nacional de Ciencias Forenses de Guatemala declaró que se confirmó la muerte de 75 personas y que 192 seguían desaparecidas. Muchos, posiblemente miles, recibieron quemaduras y otras lesiones. Las condiciones meteorológicas, la actividad continuada en Fuego, la mala calidad del aire, los depósitos de flujo piroclásticos calientes y la lluvia dificultaron los esfuerzos de rescate. |               |
| 8 de junio                | Se registró un nuevo lahar durante la madrugada a las faldas del volcán de Fuego. Para la fecha, este desastre ha dejado un saldo de 109 muertos. Las televisoras guatemaltecas muestran grandes columnas que se han desprendido de las faldas del Volcán de Fuego situado entre los departamentos de Escuintla, Chimaltenango y Sacatepéquez, a 50 kilómetros al oeste de la capital. |               |